# Martin Minski
Martin Minski (23 agosto 1969) è un compositore di scacchi tedesco.
Le sue composizioni sono prevalentemente di natura tattica e spesso presentano effetti visivi sorprendenti. Compositore prolifico, in carriera ha pubblicato più di 600 studi. Le sue composizioni hanno vinto numerosi concorsi; tra i risultati più rilevanti si segnalano il secondo posto al Campionato mondiale di composizione scacchistica (immediatamente dietro Oleg Pervakov) e il secondo posto alla Coppa del mondo FIDE di composizione scacchistica del 2019 (dietro Serhiy Didukh).
Nel 2020, Minski è stato insignito del titolo di Grande Maestro per la composizione scacchistica, diventando il primo compositore tedesco dedito esclusivamente agli studi di scacchi a ottenere questo riconoscimento.
Nel Campionato del Mondo di composizione per studi edizione 2022-2024, si è classificato 4° assoluto.
Vive a Berlino e lavora come insegnante di matematica.

## Uno studio di Minski
|   | a | b | c | d | e | f | g | h |   |
| 8 | a7 pedone del nero · b7 pedone del bianco · d7 pedone del bianco · h7 pedone del bianco · a6 re del nero · h6 donna del nero · b5 torre del nero · a4 re del bianco · b4 pedone del bianco · c4 torre del bianco · a3 pedone del nero · b3 pedone del nero · g3 torre del bianco · h3 alfiere del bianco · d2 torre del nero · h2 cavallo del nero | a7 pedone del nero · b7 pedone del bianco · d7 pedone del bianco · h7 pedone del bianco · a6 re del nero · h6 donna del nero · b5 torre del nero · a4 re del bianco · b4 pedone del bianco · c4 torre del bianco · a3 pedone del nero · b3 pedone del nero · g3 torre del bianco · h3 alfiere del bianco · d2 torre del nero · h2 cavallo del nero | a7 pedone del nero · b7 pedone del bianco · d7 pedone del bianco · h7 pedone del bianco · a6 re del nero · h6 donna del nero · b5 torre del nero · a4 re del bianco · b4 pedone del bianco · c4 torre del bianco · a3 pedone del nero · b3 pedone del nero · g3 torre del bianco · h3 alfiere del bianco · d2 torre del nero · h2 cavallo del nero | a7 pedone del nero · b7 pedone del bianco · d7 pedone del bianco · h7 pedone del bianco · a6 re del nero · h6 donna del nero · b5 torre del nero · a4 re del bianco · b4 pedone del bianco · c4 torre del bianco · a3 pedone del nero · b3 pedone del nero · g3 torre del bianco · h3 alfiere del bianco · d2 torre del nero · h2 cavallo del nero | a7 pedone del nero · b7 pedone del bianco · d7 pedone del bianco · h7 pedone del bianco · a6 re del nero · h6 donna del nero · b5 torre del nero · a4 re del bianco · b4 pedone del bianco · c4 torre del bianco · a3 pedone del nero · b3 pedone del nero · g3 torre del bianco · h3 alfiere del bianco · d2 torre del nero · h2 cavallo del nero | a7 pedone del nero · b7 pedone del bianco · d7 pedone del bianco · h7 pedone del bianco · a6 re del nero · h6 donna del nero · b5 torre del nero · a4 re del bianco · b4 pedone del bianco · c4 torre del bianco · a3 pedone del nero · b3 pedone del nero · g3 torre del bianco · h3 alfiere del bianco · d2 torre del nero · h2 cavallo del nero | a7 pedone del nero · b7 pedone del bianco · d7 pedone del bianco · h7 pedone del bianco · a6 re del nero · h6 donna del nero · b5 torre del nero · a4 re del bianco · b4 pedone del bianco · c4 torre del bianco · a3 pedone del nero · b3 pedone del nero · g3 torre del bianco · h3 alfiere del bianco · d2 torre del nero · h2 cavallo del nero | a7 pedone del nero · b7 pedone del bianco · d7 pedone del bianco · h7 pedone del bianco · a6 re del nero · h6 donna del nero · b5 torre del nero · a4 re del bianco · b4 pedone del bianco · c4 torre del bianco · a3 pedone del nero · b3 pedone del nero · g3 torre del bianco · h3 alfiere del bianco · d2 torre del nero · h2 cavallo del nero | 8 |
| 7 | a7 pedone del nero · b7 pedone del bianco · d7 pedone del bianco · h7 pedone del bianco · a6 re del nero · h6 donna del nero · b5 torre del nero · a4 re del bianco · b4 pedone del bianco · c4 torre del bianco · a3 pedone del nero · b3 pedone del nero · g3 torre del bianco · h3 alfiere del bianco · d2 torre del nero · h2 cavallo del nero | a7 pedone del nero · b7 pedone del bianco · d7 pedone del bianco · h7 pedone del bianco · a6 re del nero · h6 donna del nero · b5 torre del nero · a4 re del bianco · b4 pedone del bianco · c4 torre del bianco · a3 pedone del nero · b3 pedone del nero · g3 torre del bianco · h3 alfiere del bianco · d2 torre del nero · h2 cavallo del nero | a7 pedone del nero · b7 pedone del bianco · d7 pedone del bianco · h7 pedone del bianco · a6 re del nero · h6 donna del nero · b5 torre del nero · a4 re del bianco · b4 pedone del bianco · c4 torre del bianco · a3 pedone del nero · b3 pedone del nero · g3 torre del bianco · h3 alfiere del bianco · d2 torre del nero · h2 cavallo del nero | a7 pedone del nero · b7 pedone del bianco · d7 pedone del bianco · h7 pedone del bianco · a6 re del nero · h6 donna del nero · b5 torre del nero · a4 re del bianco · b4 pedone del bianco · c4 torre del bianco · a3 pedone del nero · b3 pedone del nero · g3 torre del bianco · h3 alfiere del bianco · d2 torre del nero · h2 cavallo del nero | a7 pedone del nero · b7 pedone del bianco · d7 pedone del bianco · h7 pedone del bianco · a6 re del nero · h6 donna del nero · b5 torre del nero · a4 re del bianco · b4 pedone del bianco · c4 torre del bianco · a3 pedone del nero · b3 pedone del nero · g3 torre del bianco · h3 alfiere del bianco · d2 torre del nero · h2 cavallo del nero | a7 pedone del nero · b7 pedone del bianco · d7 pedone del bianco · h7 pedone del bianco · a6 re del nero · h6 donna del nero · b5 torre del nero · a4 re del bianco · b4 pedone del bianco · c4 torre del bianco · a3 pedone del nero · b3 pedone del nero · g3 torre del bianco · h3 alfiere del bianco · d2 torre del nero · h2 cavallo del nero | a7 pedone del nero · b7 pedone del bianco · d7 pedone del bianco · h7 pedone del bianco · a6 re del nero · h6 donna del nero · b5 torre del nero · a4 re del bianco · b4 pedone del bianco · c4 torre del bianco · a3 pedone del nero · b3 pedone del nero · g3 torre del bianco · h3 alfiere del bianco · d2 torre del nero · h2 cavallo del nero | a7 pedone del nero · b7 pedone del bianco · d7 pedone del bianco · h7 pedone del bianco · a6 re del nero · h6 donna del nero · b5 torre del nero · a4 re del bianco · b4 pedone del bianco · c4 torre del bianco · a3 pedone del nero · b3 pedone del nero · g3 torre del bianco · h3 alfiere del bianco · d2 torre del nero · h2 cavallo del nero | 7 |
| 6 | a7 pedone del nero · b7 pedone del bianco · d7 pedone del bianco · h7 pedone del bianco · a6 re del nero · h6 donna del nero · b5 torre del nero · a4 re del bianco · b4 pedone del bianco · c4 torre del bianco · a3 pedone del nero · b3 pedone del nero · g3 torre del bianco · h3 alfiere del bianco · d2 torre del nero · h2 cavallo del nero | a7 pedone del nero · b7 pedone del bianco · d7 pedone del bianco · h7 pedone del bianco · a6 re del nero · h6 donna del nero · b5 torre del nero · a4 re del bianco · b4 pedone del bianco · c4 torre del bianco · a3 pedone del nero · b3 pedone del nero · g3 torre del bianco · h3 alfiere del bianco · d2 torre del nero · h2 cavallo del nero | a7 pedone del nero · b7 pedone del bianco · d7 pedone del bianco · h7 pedone del bianco · a6 re del nero · h6 donna del nero · b5 torre del nero · a4 re del bianco · b4 pedone del bianco · c4 torre del bianco · a3 pedone del nero · b3 pedone del nero · g3 torre del bianco · h3 alfiere del bianco · d2 torre del nero · h2 cavallo del nero | a7 pedone del nero · b7 pedone del bianco · d7 pedone del bianco · h7 pedone del bianco · a6 re del nero · h6 donna del nero · b5 torre del nero · a4 re del bianco · b4 pedone del bianco · c4 torre del bianco · a3 pedone del nero · b3 pedone del nero · g3 torre del bianco · h3 alfiere del bianco · d2 torre del nero · h2 cavallo del nero | a7 pedone del nero · b7 pedone del bianco · d7 pedone del bianco · h7 pedone del bianco · a6 re del nero · h6 donna del nero · b5 torre del nero · a4 re del bianco · b4 pedone del bianco · c4 torre del bianco · a3 pedone del nero · b3 pedone del nero · g3 torre del bianco · h3 alfiere del bianco · d2 torre del nero · h2 cavallo del nero | a7 pedone del nero · b7 pedone del bianco · d7 pedone del bianco · h7 pedone del bianco · a6 re del nero · h6 donna del nero · b5 torre del nero · a4 re del bianco · b4 pedone del bianco · c4 torre del bianco · a3 pedone del nero · b3 pedone del nero · g3 torre del bianco · h3 alfiere del bianco · d2 torre del nero · h2 cavallo del nero | a7 pedone del nero · b7 pedone del bianco · d7 pedone del bianco · h7 pedone del bianco · a6 re del nero · h6 donna del nero · b5 torre del nero · a4 re del bianco · b4 pedone del bianco · c4 torre del bianco · a3 pedone del nero · b3 pedone del nero · g3 torre del bianco · h3 alfiere del bianco · d2 torre del nero · h2 cavallo del nero | a7 pedone del nero · b7 pedone del bianco · d7 pedone del bianco · h7 pedone del bianco · a6 re del nero · h6 donna del nero · b5 torre del nero · a4 re del bianco · b4 pedone del bianco · c4 torre del bianco · a3 pedone del nero · b3 pedone del nero · g3 torre del bianco · h3 alfiere del bianco · d2 torre del nero · h2 cavallo del nero | 6 |
| 5 | a7 pedone del nero · b7 pedone del bianco · d7 pedone del bianco · h7 pedone del bianco · a6 re del nero · h6 donna del nero · b5 torre del nero · a4 re del bianco · b4 pedone del bianco · c4 torre del bianco · a3 pedone del nero · b3 pedone del nero · g3 torre del bianco · h3 alfiere del bianco · d2 torre del nero · h2 cavallo del nero | a7 pedone del nero · b7 pedone del bianco · d7 pedone del bianco · h7 pedone del bianco · a6 re del nero · h6 donna del nero · b5 torre del nero · a4 re del bianco · b4 pedone del bianco · c4 torre del bianco · a3 pedone del nero · b3 pedone del nero · g3 torre del bianco · h3 alfiere del bianco · d2 torre del nero · h2 cavallo del nero | a7 pedone del nero · b7 pedone del bianco · d7 pedone del bianco · h7 pedone del bianco · a6 re del nero · h6 donna del nero · b5 torre del nero · a4 re del bianco · b4 pedone del bianco · c4 torre del bianco · a3 pedone del nero · b3 pedone del nero · g3 torre del bianco · h3 alfiere del bianco · d2 torre del nero · h2 cavallo del nero | a7 pedone del nero · b7 pedone del bianco · d7 pedone del bianco · h7 pedone del bianco · a6 re del nero · h6 donna del nero · b5 torre del nero · a4 re del bianco · b4 pedone del bianco · c4 torre del bianco · a3 pedone del nero · b3 pedone del nero · g3 torre del bianco · h3 alfiere del bianco · d2 torre del nero · h2 cavallo del nero | a7 pedone del nero · b7 pedone del bianco · d7 pedone del bianco · h7 pedone del bianco · a6 re del nero · h6 donna del nero · b5 torre del nero · a4 re del bianco · b4 pedone del bianco · c4 torre del bianco · a3 pedone del nero · b3 pedone del nero · g3 torre del bianco · h3 alfiere del bianco · d2 torre del nero · h2 cavallo del nero | a7 pedone del nero · b7 pedone del bianco · d7 pedone del bianco · h7 pedone del bianco · a6 re del nero · h6 donna del nero · b5 torre del nero · a4 re del bianco · b4 pedone del bianco · c4 torre del bianco · a3 pedone del nero · b3 pedone del nero · g3 torre del bianco · h3 alfiere del bianco · d2 torre del nero · h2 cavallo del nero | a7 pedone del nero · b7 pedone del bianco · d7 pedone del bianco · h7 pedone del bianco · a6 re del nero · h6 donna del nero · b5 torre del nero · a4 re del bianco · b4 pedone del bianco · c4 torre del bianco · a3 pedone del nero · b3 pedone del nero · g3 torre del bianco · h3 alfiere del bianco · d2 torre del nero · h2 cavallo del nero | a7 pedone del nero · b7 pedone del bianco · d7 pedone del bianco · h7 pedone del bianco · a6 re del nero · h6 donna del nero · b5 torre del nero · a4 re del bianco · b4 pedone del bianco · c4 torre del bianco · a3 pedone del nero · b3 pedone del nero · g3 torre del bianco · h3 alfiere del bianco · d2 torre del nero · h2 cavallo del nero | 5 |
| 4 | a7 pedone del nero · b7 pedone del bianco · d7 pedone del bianco · h7 pedone del bianco · a6 re del nero · h6 donna del nero · b5 torre del nero · a4 re del bianco · b4 pedone del bianco · c4 torre del bianco · a3 pedone del nero · b3 pedone del nero · g3 torre del bianco · h3 alfiere del bianco · d2 torre del nero · h2 cavallo del nero | a7 pedone del nero · b7 pedone del bianco · d7 pedone del bianco · h7 pedone del bianco · a6 re del nero · h6 donna del nero · b5 torre del nero · a4 re del bianco · b4 pedone del bianco · c4 torre del bianco · a3 pedone del nero · b3 pedone del nero · g3 torre del bianco · h3 alfiere del bianco · d2 torre del nero · h2 cavallo del nero | a7 pedone del nero · b7 pedone del bianco · d7 pedone del bianco · h7 pedone del bianco · a6 re del nero · h6 donna del nero · b5 torre del nero · a4 re del bianco · b4 pedone del bianco · c4 torre del bianco · a3 pedone del nero · b3 pedone del nero · g3 torre del bianco · h3 alfiere del bianco · d2 torre del nero · h2 cavallo del nero | a7 pedone del nero · b7 pedone del bianco · d7 pedone del bianco · h7 pedone del bianco · a6 re del nero · h6 donna del nero · b5 torre del nero · a4 re del bianco · b4 pedone del bianco · c4 torre del bianco · a3 pedone del nero · b3 pedone del nero · g3 torre del bianco · h3 alfiere del bianco · d2 torre del nero · h2 cavallo del nero | a7 pedone del nero · b7 pedone del bianco · d7 pedone del bianco · h7 pedone del bianco · a6 re del nero · h6 donna del nero · b5 torre del nero · a4 re del bianco · b4 pedone del bianco · c4 torre del bianco · a3 pedone del nero · b3 pedone del nero · g3 torre del bianco · h3 alfiere del bianco · d2 torre del nero · h2 cavallo del nero | a7 pedone del nero · b7 pedone del bianco · d7 pedone del bianco · h7 pedone del bianco · a6 re del nero · h6 donna del nero · b5 torre del nero · a4 re del bianco · b4 pedone del bianco · c4 torre del bianco · a3 pedone del nero · b3 pedone del nero · g3 torre del bianco · h3 alfiere del bianco · d2 torre del nero · h2 cavallo del nero | a7 pedone del nero · b7 pedone del bianco · d7 pedone del bianco · h7 pedone del bianco · a6 re del nero · h6 donna del nero · b5 torre del nero · a4 re del bianco · b4 pedone del bianco · c4 torre del bianco · a3 pedone del nero · b3 pedone del nero · g3 torre del bianco · h3 alfiere del bianco · d2 torre del nero · h2 cavallo del nero | a7 pedone del nero · b7 pedone del bianco · d7 pedone del bianco · h7 pedone del bianco · a6 re del nero · h6 donna del nero · b5 torre del nero · a4 re del bianco · b4 pedone del bianco · c4 torre del bianco · a3 pedone del nero · b3 pedone del nero · g3 torre del bianco · h3 alfiere del bianco · d2 torre del nero · h2 cavallo del nero | 4 |
| 3 | a7 pedone del nero · b7 pedone del bianco · d7 pedone del bianco · h7 pedone del bianco · a6 re del nero · h6 donna del nero · b5 torre del nero · a4 re del bianco · b4 pedone del bianco · c4 torre del bianco · a3 pedone del nero · b3 pedone del nero · g3 torre del bianco · h3 alfiere del bianco · d2 torre del nero · h2 cavallo del nero | a7 pedone del nero · b7 pedone del bianco · d7 pedone del bianco · h7 pedone del bianco · a6 re del nero · h6 donna del nero · b5 torre del nero · a4 re del bianco · b4 pedone del bianco · c4 torre del bianco · a3 pedone del nero · b3 pedone del nero · g3 torre del bianco · h3 alfiere del bianco · d2 torre del nero · h2 cavallo del nero | a7 pedone del nero · b7 pedone del bianco · d7 pedone del bianco · h7 pedone del bianco · a6 re del nero · h6 donna del nero · b5 torre del nero · a4 re del bianco · b4 pedone del bianco · c4 torre del bianco · a3 pedone del nero · b3 pedone del nero · g3 torre del bianco · h3 alfiere del bianco · d2 torre del nero · h2 cavallo del nero | a7 pedone del nero · b7 pedone del bianco · d7 pedone del bianco · h7 pedone del bianco · a6 re del nero · h6 donna del nero · b5 torre del nero · a4 re del bianco · b4 pedone del bianco · c4 torre del bianco · a3 pedone del nero · b3 pedone del nero · g3 torre del bianco · h3 alfiere del bianco · d2 torre del nero · h2 cavallo del nero | a7 pedone del nero · b7 pedone del bianco · d7 pedone del bianco · h7 pedone del bianco · a6 re del nero · h6 donna del nero · b5 torre del nero · a4 re del bianco · b4 pedone del bianco · c4 torre del bianco · a3 pedone del nero · b3 pedone del nero · g3 torre del bianco · h3 alfiere del bianco · d2 torre del nero · h2 cavallo del nero | a7 pedone del nero · b7 pedone del bianco · d7 pedone del bianco · h7 pedone del bianco · a6 re del nero · h6 donna del nero · b5 torre del nero · a4 re del bianco · b4 pedone del bianco · c4 torre del bianco · a3 pedone del nero · b3 pedone del nero · g3 torre del bianco · h3 alfiere del bianco · d2 torre del nero · h2 cavallo del nero | a7 pedone del nero · b7 pedone del bianco · d7 pedone del bianco · h7 pedone del bianco · a6 re del nero · h6 donna del nero · b5 torre del nero · a4 re del bianco · b4 pedone del bianco · c4 torre del bianco · a3 pedone del nero · b3 pedone del nero · g3 torre del bianco · h3 alfiere del bianco · d2 torre del nero · h2 cavallo del nero | a7 pedone del nero · b7 pedone del bianco · d7 pedone del bianco · h7 pedone del bianco · a6 re del nero · h6 donna del nero · b5 torre del nero · a4 re del bianco · b4 pedone del bianco · c4 torre del bianco · a3 pedone del nero · b3 pedone del nero · g3 torre del bianco · h3 alfiere del bianco · d2 torre del nero · h2 cavallo del nero | 3 |
| 2 | a7 pedone del nero · b7 pedone del bianco · d7 pedone del bianco · h7 pedone del bianco · a6 re del nero · h6 donna del nero · b5 torre del nero · a4 re del bianco · b4 pedone del bianco · c4 torre del bianco · a3 pedone del nero · b3 pedone del nero · g3 torre del bianco · h3 alfiere del bianco · d2 torre del nero · h2 cavallo del nero | a7 pedone del nero · b7 pedone del bianco · d7 pedone del bianco · h7 pedone del bianco · a6 re del nero · h6 donna del nero · b5 torre del nero · a4 re del bianco · b4 pedone del bianco · c4 torre del bianco · a3 pedone del nero · b3 pedone del nero · g3 torre del bianco · h3 alfiere del bianco · d2 torre del nero · h2 cavallo del nero | a7 pedone del nero · b7 pedone del bianco · d7 pedone del bianco · h7 pedone del bianco · a6 re del nero · h6 donna del nero · b5 torre del nero · a4 re del bianco · b4 pedone del bianco · c4 torre del bianco · a3 pedone del nero · b3 pedone del nero · g3 torre del bianco · h3 alfiere del bianco · d2 torre del nero · h2 cavallo del nero | a7 pedone del nero · b7 pedone del bianco · d7 pedone del bianco · h7 pedone del bianco · a6 re del nero · h6 donna del nero · b5 torre del nero · a4 re del bianco · b4 pedone del bianco · c4 torre del bianco · a3 pedone del nero · b3 pedone del nero · g3 torre del bianco · h3 alfiere del bianco · d2 torre del nero · h2 cavallo del nero | a7 pedone del nero · b7 pedone del bianco · d7 pedone del bianco · h7 pedone del bianco · a6 re del nero · h6 donna del nero · b5 torre del nero · a4 re del bianco · b4 pedone del bianco · c4 torre del bianco · a3 pedone del nero · b3 pedone del nero · g3 torre del bianco · h3 alfiere del bianco · d2 torre del nero · h2 cavallo del nero | a7 pedone del nero · b7 pedone del bianco · d7 pedone del bianco · h7 pedone del bianco · a6 re del nero · h6 donna del nero · b5 torre del nero · a4 re del bianco · b4 pedone del bianco · c4 torre del bianco · a3 pedone del nero · b3 pedone del nero · g3 torre del bianco · h3 alfiere del bianco · d2 torre del nero · h2 cavallo del nero | a7 pedone del nero · b7 pedone del bianco · d7 pedone del bianco · h7 pedone del bianco · a6 re del nero · h6 donna del nero · b5 torre del nero · a4 re del bianco · b4 pedone del bianco · c4 torre del bianco · a3 pedone del nero · b3 pedone del nero · g3 torre del bianco · h3 alfiere del bianco · d2 torre del nero · h2 cavallo del nero | a7 pedone del nero · b7 pedone del bianco · d7 pedone del bianco · h7 pedone del bianco · a6 re del nero · h6 donna del nero · b5 torre del nero · a4 re del bianco · b4 pedone del bianco · c4 torre del bianco · a3 pedone del nero · b3 pedone del nero · g3 torre del bianco · h3 alfiere del bianco · d2 torre del nero · h2 cavallo del nero | 2 |
| 1 | a7 pedone del nero · b7 pedone del bianco · d7 pedone del bianco · h7 pedone del bianco · a6 re del nero · h6 donna del nero · b5 torre del nero · a4 re del bianco · b4 pedone del bianco · c4 torre del bianco · a3 pedone del nero · b3 pedone del nero · g3 torre del bianco · h3 alfiere del bianco · d2 torre del nero · h2 cavallo del nero | a7 pedone del nero · b7 pedone del bianco · d7 pedone del bianco · h7 pedone del bianco · a6 re del nero · h6 donna del nero · b5 torre del nero · a4 re del bianco · b4 pedone del bianco · c4 torre del bianco · a3 pedone del nero · b3 pedone del nero · g3 torre del bianco · h3 alfiere del bianco · d2 torre del nero · h2 cavallo del nero | a7 pedone del nero · b7 pedone del bianco · d7 pedone del bianco · h7 pedone del bianco · a6 re del nero · h6 donna del nero · b5 torre del nero · a4 re del bianco · b4 pedone del bianco · c4 torre del bianco · a3 pedone del nero · b3 pedone del nero · g3 torre del bianco · h3 alfiere del bianco · d2 torre del nero · h2 cavallo del nero | a7 pedone del nero · b7 pedone del bianco · d7 pedone del bianco · h7 pedone del bianco · a6 re del nero · h6 donna del nero · b5 torre del nero · a4 re del bianco · b4 pedone del bianco · c4 torre del bianco · a3 pedone del nero · b3 pedone del nero · g3 torre del bianco · h3 alfiere del bianco · d2 torre del nero · h2 cavallo del nero | a7 pedone del nero · b7 pedone del bianco · d7 pedone del bianco · h7 pedone del bianco · a6 re del nero · h6 donna del nero · b5 torre del nero · a4 re del bianco · b4 pedone del bianco · c4 torre del bianco · a3 pedone del nero · b3 pedone del nero · g3 torre del bianco · h3 alfiere del bianco · d2 torre del nero · h2 cavallo del nero | a7 pedone del nero · b7 pedone del bianco · d7 pedone del bianco · h7 pedone del bianco · a6 re del nero · h6 donna del nero · b5 torre del nero · a4 re del bianco · b4 pedone del bianco · c4 torre del bianco · a3 pedone del nero · b3 pedone del nero · g3 torre del bianco · h3 alfiere del bianco · d2 torre del nero · h2 cavallo del nero | a7 pedone del nero · b7 pedone del bianco · d7 pedone del bianco · h7 pedone del bianco · a6 re del nero · h6 donna del nero · b5 torre del nero · a4 re del bianco · b4 pedone del bianco · c4 torre del bianco · a3 pedone del nero · b3 pedone del nero · g3 torre del bianco · h3 alfiere del bianco · d2 torre del nero · h2 cavallo del nero | a7 pedone del nero · b7 pedone del bianco · d7 pedone del bianco · h7 pedone del bianco · a6 re del nero · h6 donna del nero · b5 torre del nero · a4 re del bianco · b4 pedone del bianco · c4 torre del bianco · a3 pedone del nero · b3 pedone del nero · g3 torre del bianco · h3 alfiere del bianco · d2 torre del nero · h2 cavallo del nero | 1 |
|   | a | b | c | d | e | f | g | h |   |

Soluzione:
1. Ag2! Cf3! (sacrificio)
2. Axf3 Td4!! (altro sacrificio, il Nero gioca per lo stallo)
3. Txd4 a2 4. Td1 b2 5. h8=D Txb4+ 6. Ra3!! a1=D+
7. Txa1 Dxh8 8. Rxb4+ bxa1=A!!
Serve la sottopromozione per evitare una rete di scacco perpetuo.
9. Tg6+ Af6 10. d8=T!! Dxd8 - seconda sottopromozione
11. Txf6+ Dxf6 12. b8=C+!! Rb6 - terza sottopromozione, e così è completato l'Allumwandlung
12. Cd7+ e il Bianco cattura la Donna avversaria e vince il finale teorico di Re + Alfiere + Cavallo contro Re.